# 機関銃一覧
機関銃一覧（きかんじゅういちらん）は、各種機関銃の一覧である。

## 第二次世界大戦までの機関銃

### 軽機関銃

#### アメリカ
- ブローニングM1918自動小銃
- ジョンソンM1941軽機関銃

#### イギリス
- ルイス軽機関銃
- ブレン軽機関銃
- ビッカーズ・ベルチェー軽機関銃

#### フランス
- オチキスM1909機関銃
- ショーシャFM mle1915軽機関銃
- オチキスM1922軽機関銃
- シャテルローFM mle1924/29軽機関銃

#### イタリア王国
- ブレダM30軽機関銃

#### チェコスロバキア
- ZB26軽機関銃

#### ポーランド
- wz.1928軽機関銃

#### スイス
- ノイハウゼンKE7軽機関銃

#### フィンランド
- ラハティ/サロランタM1926軽機関銃

#### デンマーク
- マドセン軽機関銃

#### ソ連
- DP28軽機関銃

#### 大日本帝国
- 十一年式軽機関銃
- 九六式軽機関銃
- 試製B号軽機関銃
- 九九式軽機関銃
- 南部式教練軽機関銃

#### メキシコ
- メンドーサ C-1934軽機関銃

### 重機関銃

#### アメリカ
- コルト・ブローニングM1895重機関銃
- ブローニングM1917重機関銃
- ブローニングM1919重機関銃
- ブローニングM2重機関銃

#### イギリス
- マキシム機関銃
- ヴィッカース重機関銃

#### フランス
- サン＝テティエンヌ Mle1907重機関銃
- オチキスMle1914重機関銃
- ダルヌ機関銃

#### ドイツ帝国/ナチス・ドイツ
- MG08重機関銃
- MG131重機関銃

#### イタリア王国
- フィアット レベリM1914重機関銃
- フィアット レベリM35重機関銃
- ブレダM37重機関銃

#### オーストリア＝ハンガリー帝国
- シュワルツローゼ重機関銃

#### ポーランド
- wz30騎兵機関銃

#### チェコスロバキア
- ブルーノVz.37重機関銃

#### ソ連
- PM1910重機関銃
- DShK38重機関銃
- SG-43重機関銃
- A-12.7機関銃

#### 中国
24式重機関銃

#### 大日本帝国
- 保式機関砲
- 三八式機関銃
- 三年式機関銃
- 九二式重機関銃
- 九三式十三粍重機関銃
- 九八式水冷式重機関銃
- 一式重機関銃

### 車載機関銃

#### イタリア王国
- ブレダM38車載機関銃

#### 大日本帝国
- 九一式車載軽機関銃
- 九二式車載十三粍機関銃
- 九七式車載重機関銃
- 試製四式車載重機関銃

### 汎用機関銃

#### ヴァイマル共和国/ナチス・ドイツ
- ドライゼMG13機関銃
- MG34
- MG42

#### スイス
- ゾロターンMG30機関銃

## 第二次世界大戦後の機関銃

### 軽機関銃

#### アメリカ
- ストーナー63
- シュライク機関銃
- M249軽機関銃
- Mk 48
- M27 IAR
- M60

#### ベルギー
- FN MAG
- FN ミニミ軽機関銃
- FN EVOLYS

#### スイス
- SIG 710

#### チェコスロバキア
- vz. 52軽機関銃

#### ドイツ
- H&K G8
- H&K MG36
- H&K MG4

#### イギリス
- L4
- L86

#### ポーランド
- Kbkm wz. 2003

#### イスラエル
- IMI ネゲヴ

#### 中華民国
- 75式班用機槍

#### 韓国
- K3

#### 北朝鮮
- 73式軽機関銃

#### シンガポール
- CIS ウルティマックス100軽機関銃

#### ソ連
- RPD軽機関銃
- RPK

### 汎用機関銃

#### アメリカ
- M60機関銃
- M240機関銃
- XM250

#### イギリス
- L7汎用機関銃

#### 中華人民共和国
- 67式汎用機関銃
- 80式汎用機関銃

#### 中華民国
- 57式機槍
- 74式排用機槍

#### 北朝鮮
- 82式機関銃

#### ドイツ
- ラインメタルMG3
- H&K HK21
- H&K MG5

#### ベルギー
- FN MAG
- Mk 48

#### チェコスロバキア
- Uk Vz.59

#### ポーランド
- UKM-2000機関銃

#### スウェーデン
- ksp 58

#### スペイン
- セトメ アメリ

#### ソ連/ロシア
- RP-46軽機関銃
- PK
- PKM
- PKP ペチェネグ

#### フランス
- AA-52

#### 南アフリカ
- SS-77機関銃

#### 日本
- 62式7.62mm機関銃

### 車載機関銃

#### イギリス
- ヒューズ EX-34

#### アメリカ
- M73機関銃

#### 日本
- 74式車載7.62mm機関銃

### 重機関銃

#### アメリカ
- M85機関銃
- XM312
- XM806

#### ソ連/ロシア
- KPV重機関銃
- NSV重機関銃
- Kord重機関銃

#### 中国
- 53式重機関銃
- 85式12.7mm重機関銃

#### ベルギー
- FN BRG-15